# 北大街街道 (邢台市)
北大街街道，是中华人民共和国河北省邢台市襄都区下辖的一个乡镇级行政单位。

## 行政区划
北大街街道下辖以下地区：
牛市新街社区、南头新街社区、桥南社区、府前南社区、东大街社区、北大街社区、新兴东社区、东方社区、五一桥社区和新东街社区。